# Kaliabang Tengah
Kaliabang Tengah is een bestuurslaag in de stadsgemeente Kota Bekasi van de provincie West-Java, Indonesië. Kaliabang Tengah telt 87.900 inwoners (volkstelling 2010).